# Cirkelbroen
55°40′20.44″N 12°35′1.86″Ø / 55.6723444°N 12.5838500°Ø
Cirkelbroen er en bro, går over Christianshavns Kanal. Broen er tegnet af den dansk-islandske kunstner Olafur Eliasson. Udover at skabe sammenhængende promenade langs inderhavnen forbinder broen Christiansbro med Applebys Plads. Broen er en gave fra Nordea-fonden.  Den skulle have været færdig inden udgangen af 2013, men færdiggørelsen blev påvirket af E. Pihl & Søns konkurs. Broen åbnede den 22. august 2015.